# São Lourenço dos Órgãos
São Lourenço dos Órgãos (portugisiska: Concelho de São Lourenço dos Órgãos) är en kommun i Kap Verde. Den ligger i den södra delen av landet, 18 km nordväst om huvudstaden Praia. Antalet invånare är 8 533. Arean är 37 kvadratkilometer. São Lourenço dos Órgãos ligger på ön Santiago. São Lourenço dos Órgãos gränsar till Concelho de São Salvador do Mundo, Santa Cruz, Concelho de São Domingos och Concelho de Ribeira Grande de Santiago. 
Terrängen i São Lourenço dos Órgãos är kuperad.
São Lourenço dos Órgãos delas in i:
- São Lourenço dos Órgãos

Följande samhällen finns i São Lourenço dos Órgãos:
- João Teves

Omgivningarna runt São Lourenço dos Órgãos är en mosaik av jordbruksmark och naturlig växtlighet. Runt São Lourenço dos Órgãos är det tätbefolkat, med 266 invånare per kvadratkilometer.